# Аржантона
Аржантона — муніципалітет у регіоні Марезма, Каталонія, Іспанія. Він розташований на південно-східній стороні гранітного хребта Літораль, на північний захід від Матаро. Місто є одночасно туристичним центром і відомим центром садівництва. Місцева дорога з'єднує муніципалітет з Кабрера-да-Мар і з головною дорогою N-II у Біласа-да-Мар.